# Hacienda de Abajo
Hacienda de Abajo är en ort i Mexiko.   Den ligger i kommunen Dolores Hidalgo och delstaten Guanajuato, i den centrala delen av landet, 260 km nordväst om huvudstaden Mexico City. Hacienda de Abajo ligger 2 068 meter över havet och antalet invånare är 116.
Terrängen runt Hacienda de Abajo är kuperad åt nordväst, men åt sydost är den platt. Runt Hacienda de Abajo är det ganska tätbefolkat, med 96 invånare per kvadratkilometer. Närmaste större samhälle är Dolores Hidalgo, 18,5 km nordost om Hacienda de Abajo. Trakten runt Hacienda de Abajo består i huvudsak av gräsmarker.